# Membranobalanus costatus
Membranobalanus costatus is een zeepokkensoort uit de familie van de Archaeobalanidae. De wetenschappelijke naam van de soort is voor het eerst geldig gepubliceerd in 1983 door Zullo & Standing.